# Dariusz Podobas
Dariusz Podobas (* 7. August 1952) ist ein ehemaliger polnischer Sprinter, der sich auf den 400-Meter-Lauf spezialisiert hatte.
Bei den Leichtathletik-Halleneuropameisterschaften 1973 in Rotterdam gewann er Bronze.

## Persönliche Bestzeiten
- 400 m: 45,8 s, 9. Juni 1973, Warschau
  - Halle: 47,40 s, 11. März 1973, Rotterdam